# Zisterzienserinnenkloster Yvetot
Das Zisterzienserinnenkloster Yvetot war von 1657 bis 1780 ein Priorat der Zisterzienserinnen in Yvetot, Département Seine-Maritime in Frankreich.

## Geschichte
Die Herren von Yvetot stifteten 1657 das Priorat Saint-Hyacinthe (nach dem Märtyrer Hyacinthus aus dem 3. Jahrhundert), das von der Zisterzienserinnenabtei Bival besiedelt wurde (erste Oberin: Judith Françoise Soyer, 1618–1709). 1711 wurde die neue Klosterkirche der Jungfrau Maria geweiht. 1780 kam es zur Auflösung des Priorats durch den Erzbischof von Rouen. In Yvetot erinnert der Straßenname Rue du Couvent an das Kloster, von dem ein stattliches Gebäude übrig ist (Hausnummer 7). Andere Gebäude, die bis 1958 als Gefängnis genutzt wurden, sind heute durch das Wohngebäude Le Prieuré (Hausnummer 9) ersetzt.

### Handbuchliteratur
- Laurent Henri Cottineau: Répertoire topo-bibliographique des abbayes et prieurés. Bd. 2. Protat, Mâcon 1939–1970. Nachdruck: Brepols, Turnhout 1995. Spalte 3476.
- Bernard Peugniez: Le Guide Routier de l’Europe Cistercienne. Editions du Signe, Straßburg 2012, S. 269.
- Gereon Christoph Maria Becking: Zisterzienserklöster in Europa. Kartensammlung. Lukas Verlag, Berlin 2000, ISBN 3-931836-44-4, Blatt 53 C.